# Miękkoskórek dwupazurzasty
Miękkoskórek dwupazurzasty, żółw dwupazurzasty, żółw miękkoskóry, żółw nowogwinejski (Carettochelys insculpta) – gatunek gada z podrzędu żółwi skrytoszyjnych z rodziny miękkoskórkowatych (Carettochelyidae), jedyny żyjący przedstawiciel tej rodziny.

## Morfologia
OpisPancerz zbudowany z kostnych płyt bez pancerza rogowego, zamiast którego całą powierzchnię kostnego pancerza pokrywa gruba i miękka skóra (podobnie jak żółwiaki). Wydłużona szczęka tworzy krótki mięsisty ryjek z szerokimi otworami nosowymi przy końcu. Nad oczami znajdują się krótkie sterczące płatki skórne. Kończyny spłaszczone z szerokimi błonami pływnymi. Pierwszy i drugi palec przy wszystkich odnóżach posiada duży i gruby pazur.
RozmiaryKarapaks dochodzi do 50–56 cm długości, 35 cm szerokości. Masa ciała osiąga 20 kg.

## Występowanie
Nowa Gwinea i północna Australia (północne Terytorium Północne).

## Ekologia
BiotopRzeki i nisko zasolone ich ujścia do morza. Także bagna i jeziora.
PokarmGatunek wszystkożerny. Żywi się głównie owocami, liśćmi i łodygami roślinności nadbrzeżnej oraz roślinami wodnymi; zjada także mięczaki, skorupiaki, owady, ryby i ssaki (te ostatnie prawdopodobnie w formie padliny).

## Status zagrożenia i ochrona
W Czerwonej księdze gatunków zagrożonych Międzynarodowej Unii Ochrony Przyrody i Jej Zasobów gatunek ten został zaliczony do kategorii EN (ang. endangered – zagrożony).
Carettochelys insculpta wymieniony jest w aneksie B Rozporządzenia Rady (WE) Nr 338/97 w sprawie handlu dzikimi zwierzętami (z późniejszymi poprawkami) oraz w załączniku II konwencji CITES.